# 伊久姆大屠殺
俄羅斯入侵烏克蘭期間，被俄軍佔領5個多月的烏克蘭城市伊久姆於2022年9月15日被烏克蘭武裝部隊解放後，烏方於市內發現了多個亂葬崗，其中一個亂葬崗至少埋有445具烏克蘭平民的屍體。

## 背景
作為2022年俄羅斯入侵烏克蘭的一部分，俄軍從白俄羅斯南部邊境入侵烏克蘭。2022年3月，由於伊久姆具有交通樞紐的重要戰略地位，伊久姆爭奪戰開始了。俄軍想方設法奪取伊久姆，以便其在哈爾科夫州的部隊可以與頓巴斯地區的部隊會合。4月1日，烏軍證實伊久姆處於俄軍控制之下。
烏軍繼2022年8月下旬在赫爾松州發起2022年烏克蘭南部反攻之後，同步地於2022年9月初在烏克蘭東北部的哈爾科夫州發動反攻，烏軍出乎意料地深入俄羅斯防線後，在9月9日前已經收復了數百平方公里的領土。2022年9月10日，烏軍在2022年烏克蘭哈爾科夫反攻期間奪回伊久姆。

## 證據
2022年9月15日，佔領伊久姆的俄軍在哈爾科夫反攻中被烏軍驅逐出去後，烏軍在伊久姆附近的樹林中發現了大量幾乎沒有標記的墳墓。樹林中有數百座帶有簡單木製十字架的墳墓，其中大多數墳墓只標有數字，而其中一個較大的墳墓上有一個標記，上面寫著埋有至少有17名烏克蘭士兵的屍體。到2022年9月16日，調查人員已發現超過445個平民和士兵的墳墓，並在當地殯儀館負責人塔瑪拉·沃洛迪米羅芙娜（Тамара Володимировна）下幫助確定一些墓地的位置。當時佔領伊久姆的俄軍指示沃洛迪米羅芙娜只用數字標明墳墓，並在日記中記錄數字和個人姓名。墳墓的埋葬時間為2022年3月至2022年9月。
一些死者死亡原因可能是槍擊，其他死亡原因可能是砲擊，以及因沒有及時醫治而死。沃洛迪米羅芙娜聲稱俄軍允許她埋葬領土防禦軍成員和一些士兵的屍體，但大多數烏克蘭士兵的屍體不被允許埋葬，而且她也不知道這些屍體的最後去向。
根據烏克蘭當局的說法，一些屍體的雙手被反綁在背後，並顯示出遭受酷刑的跡象。哈爾科夫州州長奧列格·西涅古博夫表示：「在今天挖掘出來的屍體中，99%的屍體有暴力至死的跡象。有幾具雙手被反綁在背後，其中一個人被埋時脖子繫著繩索。顯然，這些人是被折磨和處決。被埋葬的人中還有兒童。」烏克蘭內政部副部長葉夫根尼·葉寧（Євгеній Єнін）表示：「我們繼續發現許多帶有暴力至死跡象的屍體，包括斷掉的肋骨和頭骨，男人雙手被反綁在背後，下巴骨折，生殖器官被閹割。」伊久姆市長瓦列里·馬爾琴科（Валерій Віталійович）稱，由於埋葬的受害者太多，挖掘工作將持續大約兩週。而挖掘出來的屍體被運送到哈爾科夫，以便進行進一步的法醫檢查並確定死因。
在佔領中倖存下來的居民表示，俄軍針對的是特定的人物，他們掌握了那些在烏軍服役的當地人、軍人家屬或頓巴斯戰爭退伍軍人的名單。居民還說，在俄軍選擇受害者時，他們會通過公開脫衣搜查來恐嚇城鎮居民。
烏克蘭當局在哈爾科夫州發現俄軍所設的10所酷刑室，其中6所在伊久姆，另外2所在巴拉克列亞，1所在丘古耶夫區的赫拉科沃鎮，1所在沃爾昌斯克。在伊久姆的酷刑室位於警察局、安全局大樓、檢察官辦公室、行政服務中心和招聘中心等地區行政部門內。據烏軍收復哈爾科夫後在酷刑室釋放的烏克蘭平民稱，他跟另外70人被囚禁在一個大房間裏，其中大多數人是前烏克蘭士兵，他們被電線折磨，指甲下被插入針頭，而且骨頭被打斷。

## 反應
乌克兰：隨著開始大屠殺受害者的死因調查，烏克蘭總統弗拉基米爾·澤連斯基將這一發現與布查大屠殺相提並論。
 联合国：聯合國回應稱，他們計劃向伊久姆派出觀察員。2022年9月18日，聯合國秘書長安東尼奧·古特雷斯接受《法蘭西24》及《法國國際廣播電台》採訪時表示希望國際刑事法院能夠調查伊久姆的大屠殺。
 欧洲联盟：歐盟高級外務代表何塞普·博雷利表示，歐盟對「俄羅斯軍隊的不人道行為深感震驚」。
 美国：美國國家安全會議發言人約翰·柯比表示：「令人遺憾的是，這與俄羅斯武裝部隊領導對烏克蘭和烏克蘭民族的戰爭之剝奪和殘暴相匹配。」
 瑞士：瑞士外交部表示對關於伊久姆的報導深感不安，呼籲「照顧受害者及其親屬的權利和需求同時進行獨立和徹底的調查」，並指出殺害受保護人員嚴重違反國際人道主義法。
 西班牙：西班牙政府表示堅決譴責大屠殺，西班牙外交部發表聲明呼籲「尊重國際法和國際人道主義法並調查所犯罪行」。
 法國：法國總統伊曼努爾·馬克龍在Twitter發文譴責俄軍佔領伊久姆所犯下的暴行，表示兇手「將不得不為他們的行為負責。沒有正義就沒有和平」。
 捷克：捷克外交部長揚·利帕夫斯基表示：「在21世紀，這種針對平民的襲擊是不可想像和令人憎惡的。」
 梵蒂冈：聖座駐烏克蘭特使龔拉·克拉耶夫斯基樞機與天主教哈爾科夫-扎波羅熱教區主教帕夫洛·洪恰魯克（Павло Гончарук）前往伊久姆亂葬崗為死難者和現場工作人員祈禱。
 俄羅斯：作為大屠殺的回應，俄羅斯在社交媒體上發起了大規模宣傳活動，將調查結果離散化並將其標記為假新聞。克里姆林宮發言人德米特里·佩斯科夫向《半島電視台》記者表示：「這與在布查中的情況相同。這是一個謊言，我們當然會在這個故事中捍衛真相。」